# Ládeves
Ládeves je vesnice v okrese Praha-východ, součást obce Kamenice. Nachází se 3 km na jihovýchod od Kamenice na úbočí vrchu Vlková. Je zde evidováno 25 adres. Ládeves spadá do katastrálního území Ládví.
Před první světovou válkou byla osada evidovaná pod názvem Ládves, zmiňovaná byla též pod názvy Ladevec, Ládevec, Ladeves, Ládovec, Ládvec či Lukavec. Od roku 1921 nesla oficiálně název Ládvec, k 1. září 2002 byla přejmenována na Ládeves.
Od 19. století do roku 1961 byla osada součástí obce Těptín, od roku 1961 je součástí obce Kamenice.

## Další fotografie

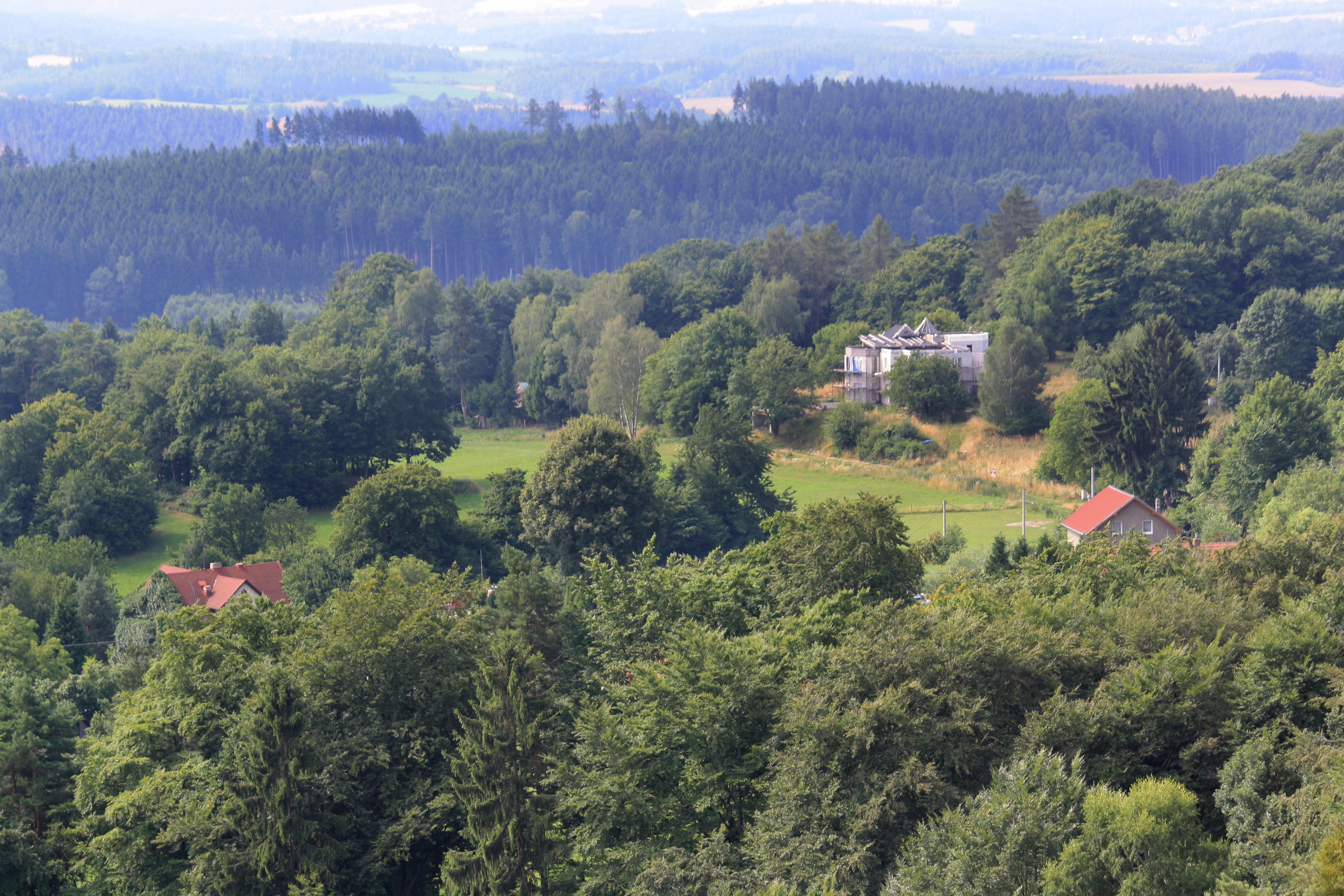
Ládeves z rozhledny Ládví-Vlková
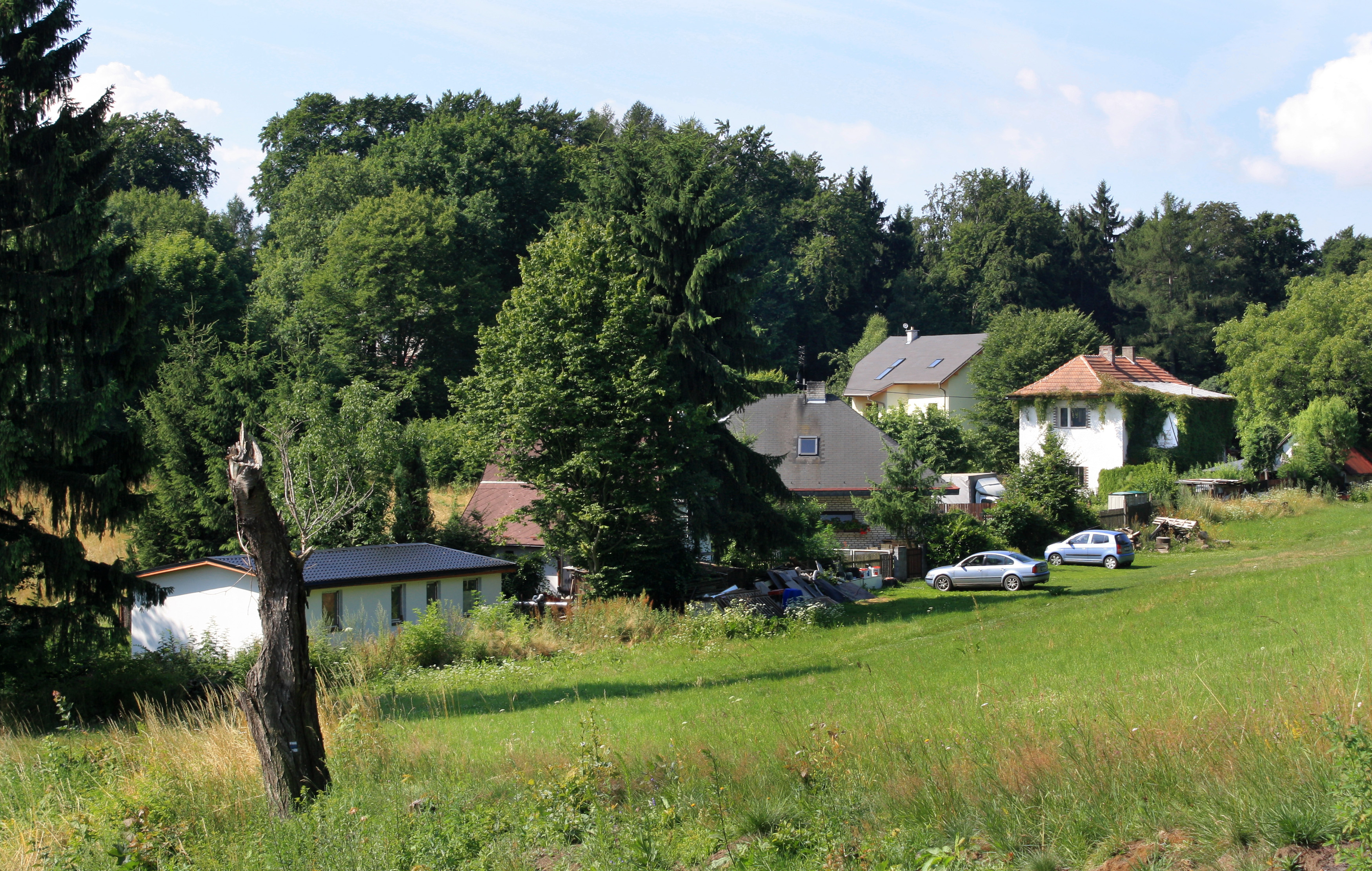
Domky v jižní části vsi
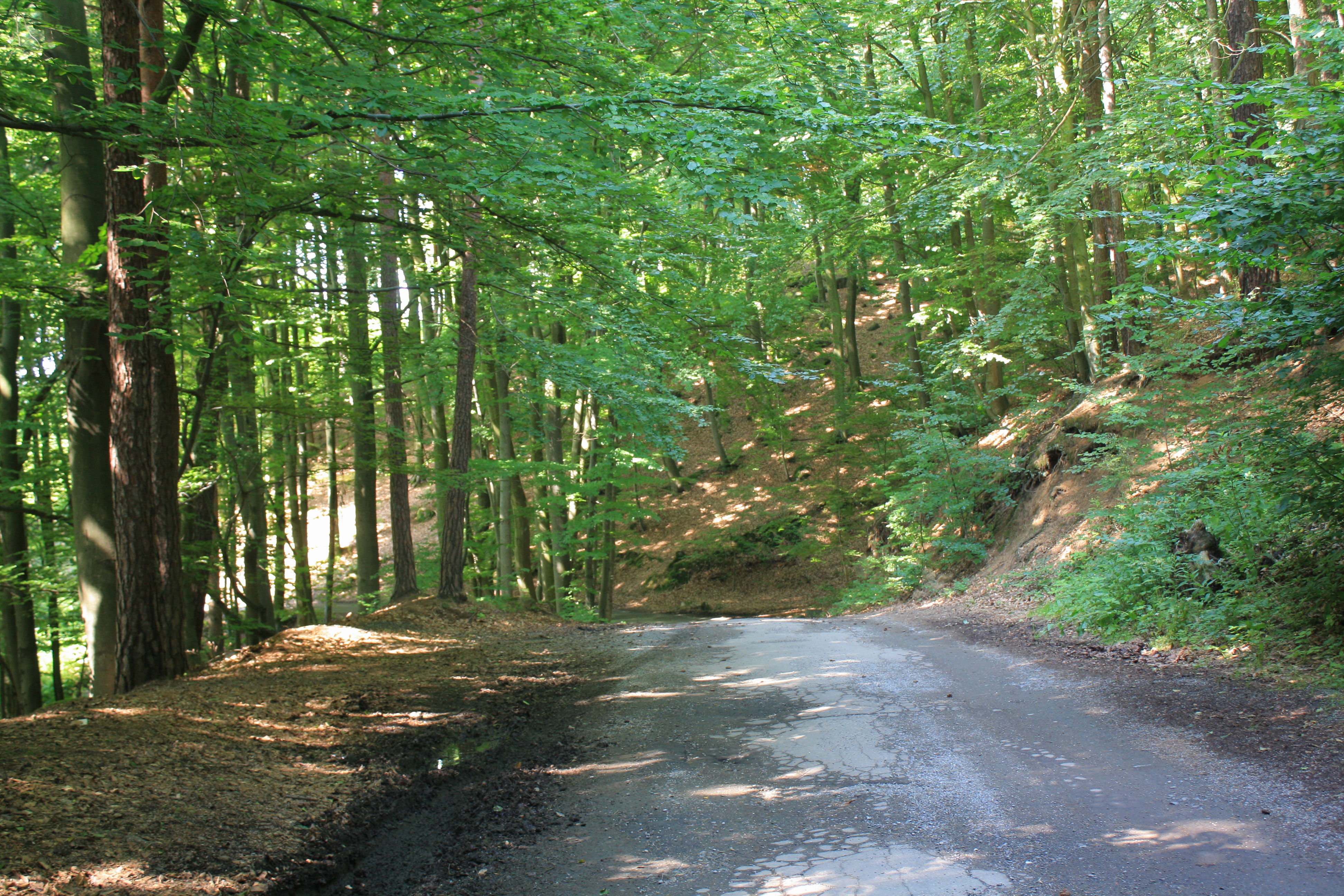
Příjezd do Ládevsi